# Robert Baddeley
Robert Baddeley (Londres, 1733 — Londres, 20 de novembro de 1794) foi um ator de teatro inglês.

## Biografia
Sua filiação é desconhecida, bem como o local de seu nascimento, embora este último possa ter sido em Londres. Trabalhou como cozinheiro e valete, e um de seus empregadores foi o ator principal e gerente de uma companhia de teatro, Samuel Foote, que pode ter-lhe influenciado a seguir a carreira de ator. Acompanhou ainda por três anos outro empregador em uma Grand Tour, experiência esta que o ajudou a desenvolver a habilidade com línguas e sotaques, uma característica marcante de sua carreira.
Em 1760 Baddeley fez sua estreia nos palcos em uma das produções de Foote no Haymarket Theatre, em Londres. Logo depois foi visto no Theatre Royal, Drury Lane e no Smock Alley Theatre em Dublin, interpretando Gomez, na peça de John Dryden, The Spanish Friar. Em 1762 entrou para o elenco regular da companhia de teatro Drury Lane, em Londres, e permaneceu nela até o fim de sua carreira, ao mesmo tempo em que participava das temporadas de verão no Haymarket. Fez muito sucesso como personagem cômico e de empregado doméstico, e muitas vezes fez papel cômico de estrangeiros, como Canton na peça de George Colman (pai), The Clandestine Marriage. Em 1777 foi o personagem Moisés em A Escola do Escândalo, que veio a ser o papel com o qual ele ficou sendo mais lembrado.
A esposa de Baddeley, Sophia Baddeley, excedeu-o na fama. O casal teve um relacionamento conturbado. A ponto de Baddeley chegar a dizer que Sophia mantinha uma relação extraconjugal com tal doutor Hayes. Nas negociações financeiras que se seguiram Baddeley acabou duelando com o irmão de David Garrick e gerente de negócios, George, que havia contestado a sua versão dos acontecimentos. Ninguém ficou ferido e uma separação foi acordada.
Baddeley continuou atuando até pouco antes de sua morte. Ele sofria de epilepsia e adoeceu em 19 de novembro de 1794, enquanto se preparava para interpretar Moisés em A Escola do Escândalo e morreu no dia seguinte. Deixou em legado três libras por ano para que fosse fornecido vinho e bolo na coxia do Drury Lane Theatre na Noite de Reis. A cerimônia do "Baddeley Cake" manteve-se uma instituição regular.
Baddeley está sepultado na igreja de São Paulo, em Covent Garden. A família Baddeley permaneceu ativa no teatro britânico desde então, incluindo as irmãs atrizes do século XX, Angela Baddeley e Hermione Baddeley.